# Oliver Payne Pearson
Oliver Payne Pearson (21 de Outubro de 1915, Filadélfia, Pensilvânia - 4 de Março de 2003, Walnut Creek, Califórnia), ou "Paynie" para os colegas, foi um zoólogo e ecólogo dos Estados Unidos da América, especializado em investigações de campo sobre pequenos mamíferos. Pearson é conhecido principalmente pelo seu trabalho sobre o papel da predação na demografia e ciclos populacionais de roedores e influenciou a carreira de inúmeros jovens mastozooólogos, tanto nos Estados Unidos, quanto em outros países, principalmente da América do Sul.
Pearson obteve a licenciatura no Swarthmore College em 1937 e mestrado e doutoramento na Universidade de Harvard. Concluiu o doutorado em 1947, ano em que começou a trabalhar na Universidade da Califórnia em Berkeley como Instrutor em Zoologia. Foi Curador Assistente de Mamíferos no Museu de Zoologia de Vertebrados da UC Berkeley de 1949 a 1955, quando avançou para os cargos de Professor e Curador Associado. 
Em 1937 viajou ao Panamá, depois ao Peru (1938, 1939-40, 1946, 1952, 1955, 1967, 1972), Colômbia (1950) e Argentina (1955, 1964-65, e anualmente de 1978 a 1999). Foi membro honorário da American Society of Mammalogists (ASM), Cooper Ornithological Society (COS), Sociedad Argentina para el estudio de los Mamíferos (SAREM) e o  Comité Argentino de Conservación de la Naturaleza. Ele foi eleito diretor da ASM por 17 anos entre 1952 e 1990 e por seus serviços à essa sociedade recebeu o Hartley H. T. Jackson Award em 1984. Em 2003, a ASM estabeleceu o Oliver Pearson Award, conferido anualmente a um jovem profissional que possua uma posição acadêmica em instituição sediada em um país latino-americano.
Contraiu matrimónio com Anita Kelley em 1944, sua companheira em todas as viagens de campo subsequentes, e com quem teve quatro filhos. Estabeleceu-se na Argentina, desde 1953. Leccionou um famoso curso de Ecologia na Universidade de Buenos Aires entre 1964-1965. A partir de 1978 dedicou-se ao trabalho de campo e com a sua esposa, visitava regularmente a Patagónia. Em 2000 recebeu um doutoramento Honoris Causa pela Universidade de la Plata.
Três táxons de roedores foram nomeados em sua homenagem: as espécies Ctenomys pearsoni (Lessa & Langguth, 1983) e Andalgalomys pearsoni (Myers, 1977), além do gênero Pearsonomys Patterson, 1992.

## Principais publicações
- Pearson, O. P. 1944 Reproduction in the shrew (Blarina brevicauda Say). American Journal of Anatomy 75:39-93.
- Pearson, O. P. 1947 The rate of metabolism of some small mammals. Ecology 28:127-145.
- Pearson, O. P. 1948 Metabolism of small mammals, with remarks on the lower limit of mammalian size. Science 108:44.
- Pearson, O. P., M. R. Koford & A. K. Pearson 1952 Reproduction of the lump-nosed bat (Corynorhinus rafinesquei) in California. Journal of Mammalogy 33:273-320.
- Pearson, O. P. 1954 Habits of the lizard Liolaemus multiformis multiformis at high altitudes in southern Peru. Copeia 2:111-116.
- Pearson, O. P. 1963 History of two local outbreaks of feral house mice. Ecology 44:540-548.
- Pearson, O. P. 1966 The prey of carnivores during one cycle of mouse abundance. Journal of Animal Ecology 35:217-233.
- Pearson, O. P. 1971 Additional measurements of the impact of carnivores on California voles (Microtus californicus). Journal of Mammalogy 52:41-49.
- Pearson, O. P. & D. F. Bradford 1976 Thermoregulation of lizards and toads at high altitudes in Peru. Copeia 1976:155-170.
- Pearson, O. P. & J. L. Patton 1976 Relationships among South American phyllotine rodents based on chromosome analysis. Journal of Mammalogy 57:339-350.

## Prêmio Oliver Pearson
Após sua morte em 2003, a American Society of Mammalogists criou o "Oliver Pearson Award", que oferece apoio financeiro a jovens mastozoólogos que possuem vínculo empregatício ou posições curatoriais na América Latina, para ajuda-los a estabelecer ou consolidar seus grupos de pesquisa.